# Testergus danilevskyi
Testergus danilevskyi es una especie de insecto coleóptero de la familia Chrysomelidae.
Fue descrita científicamente en 2005 por Konstantinov.